# 100% Publishing
100% Publishing is het zevende studioalbum van Wiley. De naam 100% Publishing is ontstaan doordat Wiley het gehele album heeft geschreven, geproduceerd en gemasterd terwijl hij volledig onafhankelijk van een label was. Toen het album voltooid was heeft Wiley alsnog getekend bij het platen-label Big Dada, waarna het album op 20 juni 2011 kon worden uitgebracht. 
De eerste single van het album dat werd uitgebracht heet "Numbers in Action" en verscheen op 5 april 2011.

## Muziek
| Nr. | Titel                                    | Duur |
| --- | ---------------------------------------- | ---- |
| 1.  | Information Age                          | 1:37 |
| 2.  | 100% Publishing                          | 2:59 |
| 3.  | Numbers In Action                        | 3:23 |
| 4.  | Boom Boom Da Na                          | 3:14 |
| 5.  | Your Intuition                           | 2:46 |
| 6.  | I Just Woke Up                           | 2:46 |
| 7.  | Wise Man and His Words                   | 3:00 |
| 8.  | Talk About Life (feat. Daniel De Bourgh) | 3:28 |
| 9.  | Yonge Street (1,178 miles long)          | 2:59 |
| 10. | Pink Lady                                | 3:48 |
| 11. | Up There                                 | 3:30 |
| 12. | One Hit Wonder                           | 3:36 |
| 13. | To Be Continued                          | 3:19 |
| 14. | Chill (iTunes Bonus Track)               | 3:35 |
| 15. | Music, Not The Money (CD Bonus Track)    | 3:25 |

## Albumnoteringen
In Nederland en België verscheen het album niet in de albumlijsten; in het Verenigd Koninkrijk wel. het stond daar in de week van 2 juli 2011 op plaats 78 (van 100). De single Numbers haalde de hitparades ook niet.